# Třistatřicetipětiletá válka
Třistatřicetipětiletá válka (nizozemsky Driehonderdvijfendertigjarige Oorlog) byl údajný teoretický válečný stav mezi Nizozemskem a ostrovy Scilly. Pravda o existenci této války je stále sporná. Říká se, že byla prodloužena neexistencí mírové smlouvy za 335 let bez jediného výstřelu, což z ní dělá jednu z nejdelších válek světa a bez prolité krve. Navzdory nejisté platnosti vyhlášení války, a tedy nejistotě o tom, zda válečný stav v první řadě někdy vlastně existoval či neexistoval, byl nakonec v roce 1986 vyhlášen mír, který přinesl konec jakékoliv hypotetické válce, která mohla být legálně považována za existující.

## Mírová smlouva
Po mnoho let na ostrovech Scilly kolovala místní legenda, že válečný stav stále trvá.
V roce 1986 se Roy Duncan, historik a předseda rady ostrovů Scilly, rozhodl prošetřit a napsal nizozemskému velvyslanectví v Londýně. Zaměstnanci velvyslanectví zjistili, že nikdy nebyla podepsána žádná mírová smlouva, a Duncan pozval nizozemského velvyslance jonkheera Reina Huydecopera, aby ostrovy navštívil a oficiálně ukončil „konflikt“.
Mír byl vyhlášen 17. dubna 1986, 335 let po údajném vyhlášení války. Nizozemský velvyslanec žertoval, že pro obyvatele ostrova Scilly muselo být děsivé, „vědět, že jsme mohli kdykoli zaútočit“.